# Rhododendron habrotrichum
Rhododendron habrotrichum là một loài thực vật có hoa trong họ Thạch nam. Loài này được Balf. f. & W.W. Sm. miêu tả khoa học đầu tiên năm 1916.